# Cristina Pîrv
Cristina Lucreția Pîrv De Godoy (Turda, 29 giugno 1972) è un'ex pallavolista rumena naturalizzata brasiliana.

## Carriera
Esordì giovanissima nel club della sua città per poi passare al Clubul Sportiv Dinamo București, con cui vinse due titoli nazionali. Nel 1991-92 esordì nella Serie A1 italiana con la maglia del San Lazzaro. Retrocessa la squadra emiliana, giocò in Serie A2 con la Conad Fano.
Ingaggiata dalla Medinex Reggio Calabria nel 1995, ne vestì la maglia per tre stagioni, inframezzate da un'esperienza al Minas di Belo Horizonte. Ritornò un'ultima volta a Reggio Calabria per disputare i play-off nella stagione 2000-01; la squadra biancoverde vinse lo scudetto che fu poi non assegnato per i ricorsi presentati da Bergamo e Modena (finalista e semifinalista), le quali ne contestavano l'ingaggio irregolare..
Dopo una nuova stagione in Brasile, tornò in Italia poiché ingaggiata dall'Asystel Novara, con cui rescisse il contratto nel 2004 quando non annunciò tempestivamente la sua prima gravidanza alla società. Giocò dunque allo Racing Club de Cannes per una stagione, vincendo il titolo francese; ritornò infine a Novara per interrompere improvvisamente la carriera nel 2006, quando una visita medica mise in luce alcuni problemi cardiaci.

## Palmarès

### Club

#### Competizioni nazionali
- Campionato rumeno: 1

Dinamo Bucarest: 1988-89
- Campionato brasiliano: 1

Minas: 2001-02
- Coppa Italia: 1

Asystel Novara: 2003-04
- Supercoppa italiana: 2

Asystel Novara: 2003, 2005
- Campionato francese: 1

RC Cannes: 2004-05
- Coppa di Francia: 1

RC Cannes: 2004-05

#### Competizioni internazionali
- Coppa CEV: 1

AGIL Novara: 2002-03
- Top Teams Cup/Coppa CEV: 1

Asystel Novara: 2005-06

## Vita privata
Il 25 dicembre 2003 ha sposato a Bucarest il pallavolista brasiliano Giba, dal quale ha avuto due figli, Nicoll (2004) e Patrick (2008), e da cui si è separata nel 2012.